# Фолксономија
Фолксономија је систем класификација изведен из праксе и метода заједничког стварања и превођења ознака енгл. tag да би обележили и категоризовали садржај; ова пракса ја такође позната као заједничко означавање, социјална класификација, социјално индексирање и социјално означавање. Thomas Vander Wal је сковао појам фолксономија, спајањем речи фолк и таксономија. as a portmanteau of folk and taxonomy. Folksonomies became popular as part of social software applications such as social bookmarking and photograph annotation that enable users to collectively classify and find information via shared tags. Some websites include tag clouds as a way to visualize tags in a folksonomy. Он објашњава неке карактеристике фолксономије идентификацијом две врсте: широка и уска. Широка фолксономија је она у којој више корисника генерише ознаку за одређени садржај са разноврсним појмовима са веома разноврсним вокабуларом, тако стварајући већу количину метаподатака за тај садржај. Уска фолксономија настаје када мало корисника, углавном они који креирају садржај, означе садржај са ограниченим бројем појмова. Иако оба, уска и широка фолксономија, омогућавају лакше налаженје садржаја додавањем текстуалног описа, или приступних тачака том садржају, уска фолксономија не даје подједнако добре разултате као широка фолксономија, која омогућава праћенје нових трендова у коришћењу ознака и развоју вокабулара. Фолксономије су на Вебу / Светској мрежи постале популарне око 2004. године као део социјалног софтвера апликације као на пример социјално банкарство и означавање слика. Означавање, које је једно од дефинишућих карактеристика Веб 2.0 сервиса, дозвољава кориснику да колективно класификују и нађу информације. Неке веб странице укључују облак ознака као начин да визуелизују ознаке у фолксономији. Ипак, облак ознака визуелизује само вокабулар, али не и структуру фолксономија, као што то раде графови ознака.
Емпиријска анализа комплексне динамике система за означавање, објављене 2007, је показала да слагање око стабилног распореда и заједничког вокабулара ипак појављује, чак и у одсуству централно контролисаног вокабулара. Да би садржај био претражив, он би требало да буде категоризован и груписан. Док се веровало да то захтева заједнички договорен скуп ознака које означавају садржај (као кључне речи новинског чланка), скорашња истраживања су показала да, у великим фолксономијама, заједничка структура настаје на нивоу категорија. Према томе, могуће је извести математички модел заједничког означавања који би омогућио превођенје из персоналног означавајућег вокабулара (персономије) у заједнички вокабулар за већину корисника.

## Порекло
Термин фолксономија се обично приписује Тхомас Вандер Валу. Реч је настала спајањем речи фолк ("folk") (или фолкс ("folks")) и речи таксономија и односи се на систем тематског индексирања унутар интернет заједница. Фолксономија има мало везе са таксономијом, која се односи на онтолошки, хијерархијски начин категоризације, док фолксономија успоставља категорије (свака ознака је категорија) које су теоретски "једнаке" једна према другој (нпр. нема хијерархије или отац-син односа између ознака).
Фолксономија је тип заједничког система означавања у којем корисници класификују податке. Фолксономије се састоје од три основна ентитета: корисник, ознака и ресурс. Корисник креира ознаке којима обележава садржаје, као на пример: веб странице, слике и видео. Ове ознаке се користе у циљу организовања, категоризације и сажимања садржај на мрежи. Овај заједнички систем за обележавање се користи и за организовање информација, олакшавање претрага и усмеравање садржаја. Фолксономија укључује скуп URL адреса које се користе за идентификацију садржаја на које се позивају корисници различитих веб страница. Ови системи такође укључују шеме категорија које имају могућност организовања ознака на различитим нивоима прецизности.
Постоје две различите групе фолксономија: широка фолксономија, која има много корисника који доприносе креирању ознака и уска фолксономија, где мали број корисника означава одређене предмете. Широка фолксономија дозвољава великом броју корисника да означе исти ресурс својим вокабуларом. Код уске фолксономије, само мали број људи има могућност да креира ознаке, и ове ознаке користе други корисници да би нашли жељени садржај. За разлику од широке фолксономије, уска фолксономија није веома честа. Пример широке фолксономије је del.icio.us, на овој веб страници корисници могу да означе било који ресурс на мрежи који налазе да је релевантан њиховој ознаци. Пример уске фолксономије могу бити нађени у системима коришћеним од стране великих пословница; ови типови фолксономија су углавном коришћени за истраживање и у радним групама.
Рани покушаји и експерименти укључују World Wide Web Consortium Аннотеа пројекат са кориснички генерисаним ознакама у 2002. По Вандер Валу, фолксономија је „означавање које функционише“.
Фолксономија није повезана са фолк таксономијом, културолошком праксом која је добро документована у антрополошким и фолклорним радом. Фолк таксономије су културолошки поткрепљене, међугенерацијски преношене и релативно стабилни системи класификације које људи дате културе користе да направе смисао целог света око њих (не само интернет).

## Семантички Веб
Фолксономија је можда кључ развоја Семантичког веба, у коме би свака веб страница садржала податке разумљиве машини – односно метаподатке који описују дати садржај. Такви метаподаци би драстично побољшали прецизност (проценат релевантних докумената) у претраживачким листама погодака. Ипак, тешко је убедити већи број аутора веб страница да на своје странице на доследан и прецизан начин додају метаподатке; аутори веб страница који желе то да ураде, сносе велике трошкове зато што учење система метаподатака захтева доста времена. Из овог разлога, мало аутора користи предности стандарда за метаподатке познатог као Даблинско језгро (Dublin Core), иако би коришћењем ових мета-ознака могли да повећају рејтинг својих страница у претраживачима. За разлику од више формалних класификација одозго надоле које користе контролисани речник, фолксономија је раширен систем класификације са малим почетним трошковима. У оквиру INSEMTIVES пројекта истражује се на који начин би се корисници могли мотивисати да допринесу семантици садржаја.

## Библиотечки каталог
Неке библиотеке, поред коришћења стандардних наслова садржаја, додају опцију означавања у јавно доступним електронским каталозима(OPAC), како би се подстакла друштвена, учесничка, или Веб 2.0 природа каталога. Иако овај приступ охрабрује кориснике да дају свој допринос иначе затвореном систему каталога, он може само да допуни, али не и да у потпуности замени традиционалан начин формирања каталога.

## Фолксонтологија
Студија структуирања или класификације фолксономија је фолксонтологија. Ова грана онтологије се бави са укрштањима између веома структуиране таксономије или хијерархије и лоше структуиране фолксономије, питајући се шта је најбоље из оба система класификације. Снага шема означавања без хијерархије је у њиховој моћи да се један предмет односи и на друге сличне њему. Фолксономија омогућава великим различитим групама корисника да заједно означавају огромне, динамичне системе информација. Снага таксономија је у њиховој лакој претраживости; корисници могу лако да крену од више генерализованог појма и кроз упитнике да стигну до одређеног и детаљног појма. Фолксономија покушава да категоризује ознаке и тако креира претраживе просторе информација који се лако одржавају и проширују.